# Evropská liga UEFA 2018/2019
Evropská liga UEFA 2018/19 byla 48. ročníkem Evropské ligy UEFA (10. ročníkem po přejmenování soutěže Poháru UEFA), druhé nejvýznamnější evropské soutěže fotbalových klubů.
Vítězem finále odehraného 29. května 2019 na Olympijském stadionu v Baku (Azerbajrdžán) se stal tým Chelsea FC, když zvítězil nad Arsenal FC 4–1.
Vítěz Evropské ligy UEFA 2018/19 získal právo hrát proti vítězi Ligy mistrů UEFA 2018/2019 a v roce 2019 v UEFA Super Cupu. Měl též automaticky nárok na účast ve skupinové fázi Ligy mistrů UEFA 2019–20.

## Účastnická místa
Tohoto ročníku se zúčastnilo celkem 213 týmů z 55 členských zemí UEFA. Každá země měla přidělený počet míst podle koeficientů UEFA:
| #  | Asociace    | Koef.   | # týmů | Pozn. |
| -- | ----------- | ------- | ------ | ----- |
| 1  | Španělsko   | 104.998 | 3      |       |
| 2  | Německo     | 79.498  | 3      |       |
| 3  | Anglie      | 75.962  | 3      |       |
| 4  | Itálie      | 73.332  | 3      |       |
| 5  | Francie     | 56.665  | 3      |       |
| 6  | Rusko       | 50.532  | 3      |       |
| 7  | Portugalsko | 49.332  | 3      |       |
| 8  | Ukrajina    | 42.633  | 3      |       |
| 9  | Belgie      | 42.400  | 3      |       |
| 10 | Turecko     | 39.200  | 3      |       |
| 11 | Česko       | 33.175  | 3      |       |
| 12 | Švýcarsko   | 32.075  | 3      |       |
| 13 | Nizozemsko  | 31.063  | 3      |       |
| 14 | Řecko       | 27.900  | 3      |       |
| 15 | Chorvatsko  | 25.350  | 3      |       |
| 16 | Rakousko    | 25.250  | 3      |       |
| 17 | Rumunsko    | 24.350  | 3      |       |
| 18 | Dánsko      | 24.000  | 3      |       |
| 19 | Bělorusko   | 19.875  | 3      |       |

| #  | Asociace        | Koef.  | # týmů | Pozn. |
| -- | --------------- | ------ | ------ | ----- |
| 20 | Polsko          | 19.750 | 3      |       |
| 21 | Švédsko         | 19.725 | 3      |       |
| 22 | Izrael          | 19.375 | 3      |       |
| 23 | Skotsko         | 18.925 | 3      |       |
| 24 | Kypr            | 18.550 | 3      |       |
| 25 | Norsko          | 18.325 | 3      |       |
| 26 | Ázerbájdžán     | 17.750 | 3      |       |
| 27 | Bulharsko       | 15.875 | 3      |       |
| 28 | Srbsko          | 15.375 | 3      |       |
| 29 | Kazachstán      | 15.250 | 3      |       |
| 30 | Slovinsko       | 13.125 | 3      |       |
| 31 | Slovensko       | 11.750 | 3      |       |
| 32 | Lichtenštejnsko | 11.000 | 1      |       |
| 33 | Maďarsko        | 9.500  | 3      |       |
| 34 | Moldávie        | 9.500  | 3      |       |
| 35 | Island          | 8.375  | 3      |       |
| 36 | Finsko          | 7.650  | 3      |       |
| 37 | Albánie         | 6.625  | 3      |       |

| #  | Asociace            | Koef. | # týmů | Pozn. |
| -- | ------------------- | ----- | ------ | ----- |
| 38 | Irsko               | 6.575 | 3      |       |
| 39 | Bosna a Hercegovina | 6.500 | 3      |       |
| 40 | Gruzie              | 6.375 | 3      |       |
| 41 | Lotyšsko            | 6.125 | 3      |       |
| 42 | Makedonie           | 5.625 | 3      |       |
| 43 | Estonsko            | 5.250 | 3      |       |
| 44 | Černá Hora          | 5.250 | 3      |       |
| 45 | Arménie             | 5.125 | 3      |       |
| 46 | Lucembursko         | 4.875 | 3      |       |
| 47 | Severní Irsko       | 4.500 | 3      |       |
| 48 | Litva               | 4.125 | 3      |       |
| 49 | Malta               | 4.000 | 3      |       |
| 50 | Wales               | 3.875 | 3      |       |
| 51 | Faerské ostrovy     | 3.500 | 3      |       |
| 52 | Gibraltar           | 2.500 | 2      |       |
| 53 | Andorra             | 1.165 | 2      |       |
| 54 | San Marino          | 0.333 | 2      |       |
| 55 | Kosovo              | 0.000 | 1      |       |

### Klíč ke kvalifikaci do soutěže
|                           |                             | Týmy vstupující do soutěže v tomto kole | Týmy postupující z předešlého kola                                                         | Týmy postupující z Ligy Mistrů |
| ------------------------- | --------------------------- | --- | ------------------------------------------------------------------------------------------ | --- |
| 0. předkolo (14 týmů)     | 0. předkolo (14 týmů)       | - 4 vítězové domácích pohárů z asociací 52–55 - 6 týmů z druhých míst ze soutěží asociací 49–54 - 4 týmy z třetích míst ze soutěží asociací 48–51 |                                                                                            | |
| 1. předkolo (94 týmů)     | 1. předkolo (94 týmů)       | - 26 vítězové domácích pohárů z asociací 26–51 - 30 týmů z druhých míst ze soutěží asociací 18–48 (včetně Lichtenštejnska) - 31 týmů z třetích míst ze soutěží asociací 16–47 (včetně Lichtenštejnska) | - 7 vítězů 0. předkola                                                                     | |
| 2. předkolo               | Mistrovská část (19 týmů)   | |                                                                                            | - 16 poražených z 1. předkola Ligy mistrů - 3 poražení z 0. předkola Ligy Mistrů                                                                                                  |
| 2. předkolo               | Nemistrovská část (74 týmů) | - 7 vítězů domácích pohárů z asociací 19–25 - 2 týmy z druhých míst ze soutěží asociací 16–17 - 3 týmy z třetích míst ze soutěží asociací 13–15 - 9 týmů z čtvrtých míst ze soutěží asociací 7–15 - 2 týmy z pátých míst ze soutěží asociací 5–6 (League Cup winners for France) - 4 týmů z šestých míst ze soutěží asociací 1–4 (League Cup winners for England) | - 47 vítězů 1. předkola                                                                    | |
| 3. předkolo               | Mistrovská část (20 týmů)   | | - 10 vítězů 2. předkola (mistrovská část)                                                  | - 10 poražených z 2. předkola Ligy Mistrů (mistrovská část) |
| 3. předkolo               | Nemistrovská část (52 týmů) | - 6 vítězové domácích pohárů z asociací 13–18 - 6 týmů z třetích míst ze soutěží asociací 7–12 - 1 tým z čtvrtých míst ze soutěží asociací 6 | - 37 vítězů z 2. předkola (Nemistrovská část)                                              | - 2 poražení z 2. předkola ligy mistrů (nemistrovská část) |
| 4. předkolo               | Mistrovská část (16 týmů)   | | - 10 vítězů z 3. předkola (mistrovská část)                                                | - 6 poražených z 3. předkola Ligy mistrů (mistrovská část) |
| 4. předkolo               | Nemistrovská část (26 týmů) | | - 26 vítězů z 3. předkola (nemistrovská část)                                              | |
| Skupinová fáze (48 týmů)  | Skupinová fáze (48 týmů)    | - 12 vítězové domácích pohárů z asociací 1–12 - 1 týmů z čtvrtých míst ze soutěží asociací 5 - 4 týmy z pátých míst ze soutěží asociací 1–4 | - 8 vítězů ze 4. předkola (mistrovská část) - 13 vítězů ze 4. předkola (nemistrovská část) | - 4 poražení ze 4. předkola ligy mistrů (mistrovská část) - 2 poražení ze 4. předkola ligy mistrů (nemistrovská část) - 4 poražení ze 3. předkola ligy mistrů (nemistrovská část) |
| Vyřazovací fáze (32 týmů) | Vyřazovací fáze (32 týmů)   | | - 12 vítězů skupin ze skupinové fáze - 12 týmů ze 2 míst ve skupinách ze skupinové fáze    | - 8 týmů ze 3 míst ze skupin ligy mistrů |

### Týmy kvalifikované do soutěže
Popisky v závorkách ukazují z jaké pozice se tým kvalifikoval do soutěže :
- VP: Vítěz domácího poháru
- 2. místo, 3. místo, 4. místo, 5. místo, 6. místo, atd.: Pozice v domácí lize
- VK: vítěz kvalifikace do EL z domácí soutěže
- LM: Postup z ligy mistrů
  - 3SF: Třetí místo ve skupinové fázi
  - P4P: Poražení ze 4 . předkola
  - P3P: Poražení ze 3 . předkola
  - P2P: Poražení ze 2 . předkola
  - P1P: Poražení ze 1 . předkola
  - P0P: Poražení ze 0 . předkola

| Club Bruggy LM 3SF | Benfica LisabonLM 3SF | Valencia CFLM 3SF     | Galatasaray LM 3SF |
| SSC Neapol LM 3SF  | Inter Milán LM 3SF    | Viktoria Plzeň LM 3SF | LM 3SF             |

| Villarreal 5. místo       | AC Milán 6. místo        | Akhisar Belediyespor VP | Dynamo Kyjev LM P4P   |
| Real Betis 6. místo       | Marseille 4. místo       | Jablonec 3. místo       | PAOK Soluň LM P4P     |
| Eintracht Frankfurt VP    | Rennes 5. místo          | Zürich VP               | Spartak Moskva LM P3P |
| Bayer Leverkusen 5. místo | Krasnodar 4. místo       | SalcburkLM P4P          | Standard Liège LM P3P |
| Chelsea VP                | Sporting CP 3. místo     | Dinamo Zagreb LM P4P    | FenerbahceLM P3P      |
| Arsenal 6. místo          | Vorskla Poltava 3. místo | BATE Borisov LM P4P     | Slavia Praha LM P3P   |
| Lazio 5. místo            | Anderlecht 3. místo      | FC Vidi LM P4P          |                       |

| Mistrovská část       | Mistrovská část   | Nemistrovská část | Nemistrovská část |
| --------------------- | ----------------- | ----------------- | ----------------- |
| FC Astana LM P3P      | Qarabağ FK LM P3P |                   |                   |
| Celtic LM P3P         | MalmöLM P3P       |                   |                   |
| Spartak Trnava LM P3P | Škendija LM P3P   |                   |                   |

| Mistrovská část          | Mistrovská část           | Nemistrovská část               | Nemistrovská část           |
| ------------------------ | ------------------------- | ------------------------------- | --------------------------- |
| CFR Cluj LM P2P          | Ludogorets Razgrad LM P2P | Zenit Saint Petersburg 5. místo | Olympiacos 3. místo         |
| Midtjylland LM P2P       | Sheriff Tiraspol LM P2P   | Braga 4. místo                  | Rapid Wien 3. místo         |
| Legia Varšava LM P2P     | HJK LM P2P                | Zorya Luhansk 4. místo          | Rijeka 2. místo             |
| Hapoel Be'er ShevaLM P2P | Kukësi LM P2P             | Gent 4. místo                   | FC Universitatea Craiova VP |
| Rosenborg LM P2P         | Sūduva Marijampolė LM P2P | İstanbul Başakşehir 3. místo    | Brøndby VP                  |
|                          |                           | Sigma Olomouc 4. místo          | Basel LM P2P                |
| Luzern 3. místo          | Sturm Graz LM P2P         |                                 |                             |
| Feyenoord VP             |                           |                                 |                             |

| Mistrovská část           | Mistrovská část         | Nemistrovská část     | Nemistrovská část              |
| ------------------------- | ----------------------- | --------------------- | ------------------------------ |
| APOEL LM P1P              | F91 Dudelange LM P1P    | Sevilla 7. místo      | Atromitos 4. místo             |
| Olimpija Ljubljana LM P1P | Crusaders LM P1P        | RB Leipzig 6. místo   | Asteras Tripolis 5. místo      |
| Valur LM P1P              | Valletta LM P1P         | Burnley 7. místo      | LASK Linz 4. místo             |
| Cork City LM P1P          | The New Saints LM P1P   | Atalanta 7. místo     | Admira Wacker Mödling 5. místo |
| Zrinjski Mostar LM P1P    | Víkingur Gøta LM P1P    | Bordeaux 6. místo     | Hajduk Split 3. místo          |
| Torpedo Kutaisi LM P1P    | Drita LM P1P            | Ufa 6. místo          | FCSB 2. místo                  |
| Spartaks Jūrmala LM P1P   | Lincoln Red Imps LM P0P | Rio Ave 5. místo      | Dynamo Brest VP                |
| Flora Tallinn LM P1P      | FC Santa Coloma LM P0P  | Mariupol 5. místo     | Jagiellonia Białystok 2. místo |
| Sutjeska Nikšić LM P1P    | La Fiorita LM P0P       | Genk VK               | Djurgårdens IF VP              |
| Alaškert Jerevan LM P1P   |                         | Beşiktaş 4. místo     | Hapoel Haifa VP                |
|                           |                         | Sparta Praha 5. místo | Aberdeen 2. místo              |
| St. Gallen 5. místo       | AEK Larnaka VP          |                       |                                |
| AZ 3. místo               | Lillestrøm VP           |                       |                                |
| Vitesse VP                |                         |                       |                                |

| Osijek 4. místo               | CSKA Sofia 2. místo          | Stjarnan 2. místo        | KF Škupi 4. místo            |
| Viitorul Constanța 4. místo   | Levski Sofia VK              | FH 3. místo              | FCI Levadia VP               |
| Nordsjælland 3. místo         | Partizan VP                  | KuPS 2. místo            | Nõmme Kalju 3. místo         |
| FC Kodaň VK                   | Radnički Niš 3. místo        | Ilves 3. místo           | Narva Trans 5. místo         |
| Dinamo Minsk 2. místo         | Spartak Subotica 4. místo    | Lahti 4. místo           | Titograd Podgorica VP        |
| FK Šachtěr Salihorsk 3. místo | Kairat VP                    | Luftëtari 3. místo       | Budućnost Podgorica 2. místo |
| Lech Poznań 3. místo          | Irtyš Pavlodar 4. místo      | Laçi 4. místo            | Rudar Pljevlja 5. místo      |
| Górnik Zabrze 4. místo        | Tobol 5. místo               | Partizani 5. místo       | Gandzasar Kapan VP           |
| AIK 2. místo                  | Maribor 2. místo             | Dundalk 2. místo         | Banants 2. místo             |
| BK Häcken 4. místo            | Domžale 3. místo             | Shamrock Rovers 3. místo | Pyunik 5. místo              |
| Maccabi Tel Aviv 2. místo     | Rudar Velenje 4. místo       | Derry City 4. místo      | Racing FC VP                 |
| Beitar Jerusalem 3. místo     | Slovan Bratislava VP         | Željezničar VP           | Progrès Niederkorn 2. místo  |
| Rangers 3. místo              | DAC Dunajská Streda 3. místo | Sarajevo 3. místo        | Fola Esch 3. místo           |
| Hibernian 4. místo            | Trenčín VK                   | Široki Brijeg 4. místo}  | Coleraine VP                 |
| Apollon Limassol 2. místo     | Vaduz VP                     | Chikhura Sachkhere VP    | Glenavon 3. místo            |
| Anorthosis Famagusta 3. místo | Újpest VP                    | Dinamo Tbilisi 2. místo  | Cliftonville VK              |
| Molde 2. místo                | Ferencváros 2. místo         | Samtredia 3. místo       | Stumbras VP                  |
| Sarpsborg 08 3. místo         | Honvéd 4. místo              | Liepāja VP               | Žalgiris 2. místo            |
| Keşla VP                      | Milsami Orhei VP             | Riga FC 3. místo         | Balzan 2. místo              |
| Gabala 2. místo               | Petrocub Hîncești 3. místo   | Ventspils 4. místo       | Connah's Quay Nomads VP      |
| Neftçi Baku 3. místo          | Zaria Bălți 5. místo         | Vardar 2. místo          | NSÍ Runavík VP               |
| Slavia Sofia VP               | ÍBV VP                       | Rabotnički 3. místo      |                              |

| Trakai 3. místo       | Cefn Druids VK        | St Joseph's 3. místo | Tre Fiori 3. místo |
| Gżira United 3. místo | KÍ Klaksvík 2. místo  | Engordany 2. místo   | Prishtina VP       |
| Birkirkara 4. místo   | B36 Tórshavn 3. místo | Sant Julià 3. místo  |                    |
| Bala Town 4. místo    | Europa VP             | Folgore 2. místo     |                    |

| Fáze            | Kolo                              | Datum losu                                                            | První zápas                                     | Druhý zápas                                     |
| --------------- | --------------------------------- | --------------------------------------------------------------------- | ----------------------------------------------- | ----------------------------------------------- |
| Kvalifikace     | 0. předkolo                       | 12. červen 2018                                                       | 28. červen 2018                                 | 5. červenec 2018                                |
| Kvalifikace     | 1. předkolo                       | 19. červen 2018 (Mistrovská část) 20. červen 2018 (Nemistrovská část) | 12. červenec 2018                               | 19. červenec 2018                               |
| Kvalifikace     | 2. předkolo                       | 19. červen 2018 (Mistrovská část) 20. červen 2018 (Nemistrovská část) | 26. červenec 2018                               | 2. srpen 2018                                   |
| Kvalifikace     | 3. předkolo                       | 23. červenec 2018                                                     | 9. srpen 2018                                   | 16. srpen 2018                                  |
| 4. předkolo     | 4. předkolo                       | 6. srpen 2018                                                         | 23. srpen 2018                                  | 30. srpen 2018                                  |
| Skupinová fáze  | 1. hrací den                      | 31. srpen 2018 (Monaco)                                               | 20. září 2018                                   | 20. září 2018                                   |
| Skupinová fáze  | 2. hrací den                      | 31. srpen 2018 (Monaco)                                               | 4. říjen 2018                                   | 4. říjen 2018                                   |
| Skupinová fáze  | 3. hrací den                      | 31. srpen 2018 (Monaco)                                               | 25. říjen 2018                                  | 25. říjen 2018                                  |
| Skupinová fáze  | 4. hrací den                      | 31. srpen 2018 (Monaco)                                               | 8. listopad 2018                                | 8. listopad 2018                                |
| Skupinová fáze  | 5. hrací den                      | 31. srpen 2018 (Monaco)                                               | 29. listopad 2018                               | 29. listopad 2018                               |
| Skupinová fáze  | 6. hrací den                      | 31. srpen 2018 (Monaco)                                               | 13. prosinec 2018                               | 13. prosinec 2018                               |
| Vyřazovací fáze | 1. kolo vyřazovací fáze (32 týmů) | 17. prosinec 2018                                                     | 14. únor 2019                                   | 21. únor 2019                                   |
| Vyřazovací fáze | Osmifinále                        | 22. únor 2019                                                         | 7. březen 2019                                  | 14. březen 2019                                 |
| Vyřazovací fáze | Čtvrtfinále                       | 15. březen 2019                                                       | 11. duben 2019                                  | 18. duben 2019                                  |
| Vyřazovací fáze | Semifinále                        | 19. duben 2019                                                        | 2. květen 2019                                  | 9. květen 2019                                  |
| Vyřazovací fáze | Finále                            | 19. duben 2019                                                        | 29. květen 2019 na Olympijském stadionu, v Baku | 29. květen 2019 na Olympijském stadionu, v Baku |

## 0. předkolo
V 0. předkole, jsou týmy rozdělené na nasazené a nenasazené dle koeficientů UEFA a nalosovány do dvojzápasů. Týmy ze stejné asociace nemohou být nalosovány proti sobě. Losování 0. předkola proběhlo 12. června 2018. První zápasy se odehrály 26. a 28. června, druhé pak 5. července 2018.
| Domácí v 1. zápase | Celkem     | Hosté v 1. zápase | 1. zápas | 2. zápas |
| ------------------ | ---------- | ----------------- | -------- | -------- |
| Europa             | 1–6        | Prishtina         | 1–1      | 0–5      |
| Sant Julià         | 1–4        | Gżira United      | 0–2      | 1–2      |
| Engordany          | 3–2        | Folgore           | 2–1      | 1–1      |
| B36 Tórshavn       | 2-2 (4-2p) | St Joseph's       | 1–1      | 1–1      |
| Birkirkara         | 2–3        | KÍ Klaksvík       | 1–1      | 1–2      |
| Tre Fiori          | 3–1        | Bala Town FC      | 3–0      | 0–1      |
| Cefn Druids        | 1–2        | Trakai            | 1–1      | 0–1      |

## 1. - 3. předkolo
V 1. až 3. předkole, jsou týmy rozdělené na nasazené a nenasazené dle koeficientů UEFA (pro nemistrovskou část), nebo se kvalifikovali dle postavení v soutěžích do jednotlivých předkol (pro mistrovskou část), a poté jsou nalosovány do dvojzápasů.

### 1. předkolo
Losování proběhlo 20. června 2018. První zápasy se uskutečnily 10, 11. a 12. července, odvety 17., 18. 19. července 2018.
| Domácí v 1. zápase   | Celkem     | Hosté v 1. zápase    | 1. zápas | 2. zápas |
| -------------------- | ---------- | -------------------- | -------- | -------- |
| Stjarnan             | 3–1        | Nõmme Kalju          | 3–0      | 0–1      |
| Ilves                | 1–3        | Slavia Sofia         | 0–1      | 1–2      |
| KÍ Klaksvík          | 2–3        | Žalgiris             | 1–2      | 1–1      |
| Fola Esch            | 0-0 (5-4p) | Prishtina            | 0–0      | 0–0      |
| Glenavon             | 3–6        | Molde                | 2–1      | 1–5      |
| DAC Dunajská Streda  | 3–2        | Dinamo Tbilisi       | 2–1      | 1–1      |
| Stumbras             | 1–2        | Apollon Limassol     | 1–0      | 0–2      |
| Široki Brijeg        | 3–3        | Domžale              | 2–2      | 1–1      |
| Rangers              | 2–0        | KF Škupi             | 2–0      | 0–0      |
| Gabala               | 1–2        | Progrès Niederkorn   | 0–2      | 1–0      |
| Racing FC            | 0–2        | Viitorul Constanța   | 0–2      | 0–0      |
| Samtredia            | 0–3        | Tobol                | 0–1      | 0–2      |
| Partizani            | 0–3        | Maribor              | 0–1      | 0–2      |
| Neftçi Baku          | 3–5        | Újpest               | 3–1      | 0–4      |
| Budućnost Podgorica  | 1–3        | Trenčín              | 0–2      | 1–1      |
| Derry City           | 2–3        | Dinamo Minsk         | 0–2      | 2–1      |
| B36 Tórshavn         | 2–1        | Titograd Podgorica   | 0–0      | 2–1      |
| Górnik Zabrze        | 2–1        | Zaria Bălți          | 1–0      | 1–1      |
| Spartak Subotica     | 3–1        | Coleraine            | 1–1      | 2–0      |
| Pyunik               | 3–0        | Vardar               | 1–0      | 2–0      |
| Shamrock Rovers      | 1–2        | AIK                  | 0–1      | 1–1      |
| Connah's Quay Nomads | 1–5        | FK Šachtěr Salihorsk | 1–3      | 0–2      |
| Lahti                | 0–3        | FH                   | 0–3      | 0–0      |
| Ventspils            | 8–3        | Luftëtari            | 5–0      | 3–3      |
| Cliftonville         | 1–3        | Nordsjælland         | 0–1      | 1–2      |
| Banants              | 1–5        | Sarajevo             | 1–2      | 0–3      |
| Engordany            | 1–10       | Kairat               | 0–3      | 1–7      |
| Petrocub Hîncești    | 2–3        | Osijek               | 1–1      | 1–2      |
| Anorthosis Famagusta | 2–2        | Laçi                 | 2–1      | 0–1      |
| Ferencváros          | 1–2        | Maccabi Tel Aviv     | 1–1      | 0–1      |
| Balzan               | 5–3        | Keşla                | 4–1      | 1–2      |
| Rabotnički           | 2–5        | Honvéd               | 2–1      | 0–4      |
| Rudar Pljevlja       | 0–6        | Partizan             | 0–3      | 0–3      |
| CSKA Sofia           | 1–1 (5-3p) | Riga FC              | 1–0      | 0–1      |
| Milsami Orhei        | 2–9        | Slovan Bratislava    | 2–4      | 0–5      |
| Radnički Niš         | 5–0        | Gżira United         | 4–0      | 1–0      |
| Lech Poznań          | 3–2        | Gandzasar Kapan      | 2–0      | 1–2      |
| Chikhura Sachkhere   | 2–1        | Beitar Jerusalem     | 0–0      | 2–1      |
| Vaduz                | 3–3        | Levski Sofia         | 1–0      | 2–3      |
| Narva Trans          | 1–5        | Željezničar          | 0–2      | 1–3      |
| Trakai               | 1–0        | Irtyš Pavlodar       | 0–0      | 1–0      |
| Hibernian            | 12–5       | NSÍ Runavík          | 6–1      | 6–4      |
| Rudar Velenje        | 10–0       | Tre Fiori            | 7–0      | 3–0      |
| FCI Levadia          | 1–3        | Dundalk              | 0–1      | 1–2      |
| ÍBV                  | 0–6        | Sarpsborg 08         | 0–4      | 0–2      |
| KuPS                 | 1–2        | Copenhagen           | 0–1      | 1–1      |
| Liepāja              | 2–4        | BK Häcken            | 0–3      | 2–1      |

### 2. předkolo
Druhé předkolo je rozděleno na dvě části: Mistrovská část (pro mistry lig jednotlivých asociací) a Nemistrovskou část (pro vítěze pohárů a ostatní kvalifikované týmy z dalších pozic jednotlivých lig). Losování mistrovské části proběhlo, 19. června a nemistrovské 20. června 2018 První zápasy proběhly 26. června a druhé byly hrány 31. července, 1. a 2. srpna 2018.
Mistrovská část
| Domácí v 1. zápase | Celkem | Hosté v 1. zápase   | 1. zápas | 2. zápas |
| ------------------ | ------ | ------------------- | -------- | -------- |
| Cork City          |        | neznámá vlajka      |          |          |
| The New Saints     | 3–2    | Lincoln Red Imps    | 2–1      | 1–1      |
| Torpedo Kutaisi    | 7–0    | Víkingur Gøta       | 3–0      | 4–0      |
| Zrinjski Mostar    | 3–2    | Valletta            | 1–1      | 2–1      |
| FC Santa Coloma    | 1–3    | Valur               | 1–0      | 0–3      |
| Sutjeska Nikšić    | 0–1    | Alaškert Jerevan FC | 0–1      | 0–0      |
| F91 Dudelange      | 3–2    | FC Drita            | 2–1      | 1–1      |
| Spartaks Jūrmala   | 9–0    | La Fiorita          | 6–0      | 3–0      |
| APOEL              | 5–2    | FC Flora Tallinn    | 5–0      | 0–2      |
| Olimpija Ljubljana | 6–2    | Crusaders           | 5–1      | 1–1      |

Nemistrovská část
| Domácí v 1. zápase    | Celkem | Hosté v 1. zápase     | 1. zápas | 2. zápas |
| --------------------- | ------ | --------------------- | -------- | -------- |
| Molde                 | 5–0    | Laçi                  | 3–0      | 2–0      |
| Atalanta              | 10–2   | Sarajevo              | 2–2      | 8–0      |
| Žalgiris              | 2–1    | Vaduz                 | 1–0      | 1–1      |
| Kairat                | 3–2    | AZ                    | 2–0      | 1–2      |
| Aberdeen              | 2–4    | Burnley               | 1–1      | 1–3      |
| Partizan              | 2–1    | Trakai                | 1–0      | 1–1      |
| Balzan                | 3–4    | Slovan Bratislava     | 2–1      | 1–3      |
| Nordsjælland          | 2–0    | AIK                   | 1–0      | 1–0      |
| Rudar Velenje         | 0–6    | FCSB                  | 0–2      | 0–4      |
| Hapoel Haifa          | 2–1    | FH                    | 1–0      | 1–1      |
| Dundalk               | 0–4    | AEK Larnaka           | 0–0      | 0–4      |
| Górnik Zabrze         | 1–5    | Trenčín               | 0–1      | 1–4      |
| Maccabi Tel Aviv      | 4–2    | Radnički Niš          | 2–0      | 2–2      |
| CSKA Sofia            | 6–1    | Admira Wacker Mödling | 3–0      | 3–1      |
| Spartak Subotica      | 3–2    | Sparta Praha          | 2–0      | 1–2      |
| RB Leipzig            | 5–1    | BK Häcken             | 4–0      | 1–1      |
| Stjarnan              | 0–7    | FC Kodaň              | 0–2      | 0–5      |
| Ufa                   | 1–1    | Domžale               | 0–0      | 1–1      |
| Tobol                 | 2–2    | Pyunik                | 2–1      | 0–1      |
| Jagiellonia Białystok | 5–4    | Rio Ave               | 1–0      | 4–4      |
| LASK Linz             | 6–1    | Lillestrøm            | 4–0      | 2–1      |
| Honvéd                | 1–2    | Progrès Niederkorn    | 1–0      | 0–2      |
| Osijek                | 1–2    | Rangers               | 0–1      | 1–1      |
| B36 Tórshavn          | 0–8    | Beşiktaş              | 0–2      | 0–6      |
| DAC Dunajská Streda   | 2–7    | Dinamo Minsk          | 1–3      | 1–4      |
| Ventspils             | 1–3    | Bordeaux              | 0–1      | 1–2      |
| Željezničar           | 2–5    | Apollon Limassol      | 1–2      | 1–3      |
| Viitorul Constanța    | 3–5    | Vitesse               | 2–2      | 1–3      |
| St. Gallen            | 2–2    | Sarpsborg 08          | 2–1      | 0–1      |
| Dynamo Brest          | 5–4    | Atromitos             | 4–3      | 1–1      |
| Sevilla               | 7–1    | Újpest                | 4–0      | 3–1      |
| FK Šachtěr Salihorsk  | 2–4n   | Lech Poznań           | 1–1      | 1–3      |
| Hibernian             | 4–3    | Asteras Tripolis      | 3–2      | 1–1      |
| Chikhura Sachkhere    | 0–2    | Maribor               | 0–0      | 0–2      |
| Genk                  | 9–1    | Fola Esch             | 5–0      | 4–1      |
| Djurgårdens IF        | 2–3n   | Mariupol              | 1–1      | 1–2      |
| Hajduk Split          | 4–2    | Slavia Sofia          | 1–0      | 3–2      |

### 3. předkolo
Třetí předkolo je rozděleno též na dvě části: Mistrovská část (pro mistry lig jednotlivých asociací) a Nemistrovskou část (pro vítěze pohárů a ostatní kvalifikované týmy z dalších pozic jednotlivých lig). Losování obou částí proběhlo 23. července 2018 První zápasy proběhly 7.-8. srpna a druhé byly sehrány 16. srpna 2018.
Mistrovská část
| Domácí v 1. zápase  | Celkem | Hosté v 1. zápase  | 1. zápas | 2. zápas |
| ------------------- | ------ | ------------------ | -------- | -------- |
| Ludogorets Razgrad  | 2–1    | Zrinjski Mostar    | 1–0      | 1–1      |
| Legia Varšava       | 3–4    | F91 Dudelange      | 1–2      | 2–2      |
| Alaškert Jerevan FC | 0–7    | CFR Cluj           | 0–2      | 0–5      |
| Olimpija Ljubljana  | 7–1    | HJK                | 3–0      | 4–1      |
| Sheriff Tiraspol    | 2–2    | Valur              | 1–0      | 1–2      |
| Cork City           | 0–5    | Rosenborg          | 0–2      | 0–3      |
| Spartaks Jūrmala    | 0–1    | Sūduva Marijampolė | 0–1      | 0–0      |
| The New Saints      | 1–5    | Midtjylland        | 0–2      | 1–3      |
| Hapoel Be'er Sheva  | 3–5    | APOEL              | 2–2      | 1–3      |
| Torpedo Kutaisi     | 5–4    | Kukësi             | 5–2      | 0–2      |

Nemistrovská část
| Domácí v 1. zápase    | Celkem | Hosté v 1. zápase        | 1. zápas | 2. zápas |
| --------------------- | ------ | ------------------------ | -------- | -------- |
| Pyunik                | 1–2    | Maccabi Tel Aviv         | 1–0      | 1–1      |
| Dinamo Minsk          | 5–8n   | Zenit Saint Petersburg   | 1–2      | 2–2      |
| Sturm Graz            | 0–7    | AEK Larnaka              | 0–2      | 0–5      |
| Sarpsborg 08          | 2–1    | Rijeka                   | 1–1      | 1–0      |
| İstanbul Başakşehir   | 0–1n   | Burnley                  | 0–0      | 0–1      |
| Zorya Luhansk         | 3–3    | Braga                    | 1–1      | 2–2      |
| Hapoel Haifa          | 1–6    | Atalanta                 | 1–4      | 0–2      |
| Genk                  | 4–1    | Lech Poznań              | 2–0      | 2–1      |
| Vitesse               | 0–2    | Basel                    | 0–1      | 0–1      |
| Nordsjælland          | 3–5    | Partizan                 | 1–2      | 2–3      |
| Hibernian             | 0–3    | Molde                    | 0–3      | 0–0      |
| Hajduk Split          | 1–2    | FCSB                     | 0–0      | 1–2      |
| Sevilla               | 6–0    | Žalgiris                 | 1–0      | 5–0      |
| Sigma Olomouc         | 4–1    | Kairat                   | 2–0      | 2–1      |
| Slovan Bratislava     | 2–5    | Rapid Wien               | 2–1      | 0–4      |
| Mariupol              | 2–5    | Bordeaux                 | 1–3      | 1–2      |
| CSKA Sofia            | 2–4    | FC Kodaň                 | 1–2      | 1–2      |
| Olympiacos            | 7–1    | Luzern                   | 4–0      | 3–1      |
| Rangers               | 3–1    | Maribor                  | 3–1      | 0–0      |
| Trenčín               | 5–1    | Feyenoord                | 4–0      | 1–1      |
| Jagiellonia Białystok | 1–4    | Gent                     | 0–1      | 1–3      |
| Spartak Subotica      | 1–4    | Brøndby                  | 0–2      | 1–2      |
| Ufa                   | 4–3    | Progrès Niederkorn       | 2–1      | 2–2      |
| Beşiktaş              | 2–2    | LASK Linz                | 1–0      | 1–2      |
| Apollon Limassol      | 4–1    | Dynamo Brest             | 4–0      | 0–1      |
| RB Leipzig            | 4–2    | FC Universitatea Craiova | 3–1      | 1–1      |

## 4. předkolo
Čtvrté předkolo je rozděleno též na dvě části: Mistrovská část (pro mistry lig jednotlivých asociací) a Nemistrovskou část (pro vítěze pohárů a ostatní kvalifikované týmy z dalších pozic jednotlivých lig). Losování obou částí proběhlo 6. srpna 2018 První zápasy proběhly 23. srpna a druhé byly sehrány 30. srpna 2018.
Mistrovská část
| Domácí v 1. zápase | Celkem     | Hosté v 1. zápase  | 1. zápas | 2. zápas |
| ------------------ | ---------- | ------------------ | -------- | -------- |
| Olimpija Ljubljana | 1-3        | Spartak Trnava     | 0-2      | 1-1      |
| APOEL              | 1-1 (1-2)p | FC Astana          | 1–0      | 0-1      |
| Rosenborg          | 5-1        | Škendija           | 3–1      | 2-0      |
| F91 Dudelange      | 5-2        | CFR Cluj           | 2–0      | 3-2      |
| Sūduva Marijampolė | 1-4        | Celtic Glasgow     | 1–1      | 0-3      |
| Sheriff Tiraspol   | 1-3        | Qarabağ FK         | 1–0      | 0-3      |
| Malmö              | 4-2        | Midtjylland        | 2–2      | 2-0      |
| Torpedo Kutaisi    | 0-5        | Ludogorets Razgrad | 0–1      | 0-4      |

Nemistrovská část
| Domácí v 1. zápase     | Celkem     | Hosté v 1. zápase | 1. zápas | 2. zápas |
| ---------------------- | ---------- | ----------------- | -------- | -------- |
| Sigma Olomouc          | 0-4        | Sevilla           | 0-1      | 0-3      |
| Sarpsborg 08           | 4-3        | Maccabi Tel Aviv  | 3-1      | 1-2      |
| Gent                   | 0-2        | Bordeaux          | 0-0      | 0-2      |
| Partizan               | 1-4        | Beşiktaş          | 1-1      | 0-3      |
| Rapid Wien             | 4-3        | FCSB              | 3-1      | 1-2      |
| Basel                  | 3-3a       | Apollon Limassol  | 3-2      | 0-1      |
| Atalanta               | 0-0 (4-3p) | FC Kodaň          | 0-0      | 0-0      |
| Zenit Saint Petersburg | 4-3        | Molde             | 3-1      | 1-2      |
| Trenčín                | 1-4        | AEK Larnaka       | 1-1      | 0-3      |
| Rangers                | 2-1        | Ufa               | 1-0      | 1-1      |
| Genk                   | 9-4        | Brøndby           | 5-2      | 4-2      |
| Olympiacos             | 4-1        | Burnley           | 3-1      | 1-1      |
| Zorya Luhansk          | 2-3        | RB Lipsko         | 0-0      | 2-3      |

## Skupinová fáze
Losování skupinové fáze Evropské ligy proběhlo 31. srpna 2018 v Grimaldi Forum v Monaku. 48 týmů bylo nalosováno do 12 skupin po 4 týmech, s tím omezením, že spolu nesmí být nalosovány týmy z jedné národní asociace (ligy). Pro losování byly týmy nasazeny do 4 košů dle jejich UEFA koeficientů pro rok 2018.
V každé skupině hrají týmy každý s každým dva zápasy systémem doma-venku. První dva týmy z každé skupiny postupují mezi posledních 32 týmů do vyřazovací fáze (24 týmů), k nim se připojí 8 týmů z třetích míst ze skupinové fáze Ligy mistrů. Hracími dny jsou 20. září, 4. říjen, 25. říjen, 8. listopad, 29. listopad a 13. prosinec 2018.
Skupinovou fázi hraje celkem 48 týmů: 17 týmů vstupuje přímo do skupinové fáze, 21 týmů - vítězů 4. předkola (8 z mistrovské části, 13 z nemistrovské části), 6 poražených ze 4. předkola Liga mistrů UEFA 2018/19 (4 z mistrovské části, 2 z nemistrovské části), a 4 poražení z 3. předkola Liga mistrů UEFA 2018/19.

### Skupina A
| Tým                   | Z | V | R | P | VG | IG | +/− | B  |
| --------------------- | - | - | - | - | -- | -- | --- | -- |
| Bayer Leverkusen      | 6 | 4 | 1 | 1 | 16 | 9  | +7  | 13 |
| FC Zürich             | 6 | 3 | 1 | 2 | 7  | 6  | +1  | 10 |
| AEK Larnaka           | 6 | 1 | 2 | 3 | 6  | 12 | −6  | 5  |
| PFK Ludogorec Razgrad | 6 | 0 | 3 | 3 | 5  | 7  | −2  | 3  |

|                  | LEV | LUD | ZUR | LAR |
| ---------------- | --- | --- | --- | --- |
| Bayer Leverkusen | —   | 1-1 | 1-0 | 4-2 |
| PFK Ludogorec    | 2-3 | —   | 1-1 | 0-0 |
| FC Zürich        | 3-2 | 1-0 | —   | 1-2 |
| AEK Larnaka      | 1-5 | 1-1 | 0-1 | —   |

### Skupina B
| Tým                  | Z | V | R | P | VG | IG | +/− | B  |
| -------------------- | - | - | - | - | -- | -- | --- | -- |
| FC Red Bull Salzburg | 6 | 6 | 0 | 0 | 17 | 6  | +11 | 18 |
| Celtic FC            | 6 | 3 | 0 | 3 | 6  | 8  | −2  | 9  |
| RB Leipzig           | 6 | 2 | 1 | 3 | 9  | 8  | +1  | 7  |
| Rosenborg BK         | 6 | 0 | 1 | 5 | 4  | 14 | −10 | 1  |

|                | SAL | CEL | RBL | ROS |
| -------------- | --- | --- | --- | --- |
| FC RB Salzburg | —   | 3-1 | 1-0 | 3-0 |
| Celtic FC      | 1-2 | —   | 1-0 | 1-0 |
| RB Leipzig     | 2-3 | 2-0 | —   | 1-1 |
| Rosenborg BK   | 2-5 | 0-1 | 1-3 | —   |

### Skupina C
| Tým                      | Z | V | R | P | VG | IG | +/− | B  |
| ------------------------ | - | - | - | - | -- | -- | --- | -- |
| FK Zenit                 | 6 | 3 | 2 | 1 | 6  | 5  | +1  | 11 |
| SK Slavia Praha          | 6 | 3 | 1 | 2 | 4  | 3  | +1  | 10 |
| FC Girondins de Bordeaux | 6 | 2 | 1 | 3 | 1  | 6  | −5  | 7  |
| FC København             | 6 | 1 | 2 | 3 | 3  | 5  | −2  | 5  |

|                 | ZEN | KOB | BOR | SLA |
| --------------- | --- | --- | --- | --- |
| FC Zenit        | —   | 1-0 | 2-1 | 1-0 |
| FC Kodaň        | 1-1 | —   | 0-1 | 0-1 |
| Bordeaux        | 1-1 | 1-2 | —   | 2-0 |
| SK Slavia Praha | 2-0 | 0-0 | 1-0 | —   |

### Skupina D
| Tým               | Z | V | R | P | VG | IG | +/− | B  |
| ----------------- | - | - | - | - | -- | -- | --- | -- |
| GNK Dinamo Zagreb | 6 | 4 | 2 | 0 | 11 | 3  | +8  | 14 |
| Fenerbahçe SK     | 6 | 2 | 2 | 2 | 7  | 6  | +1  | 8  |
| FC Spartak Trnava | 6 | 2 | 1 | 3 | 4  | 7  | −3  | 7  |
| RSC Anderlecht    | 6 | 0 | 2 | 4 | 2  | 8  | −6  | 2  |

|                   | AND | FEN | ZAG | TRN |
| ----------------- | --- | --- | --- | --- |
| RSC Anderlecht    | —   | 2-2 | 0-2 | 0-0 |
| Fenerbahçe SK     | 2-0 | —   | 0-0 | 2-0 |
| GNK Dinamo Zagreb | 0-0 | 4-1 | —   | 3-1 |
| FC Spartak Trnava | 1-0 | 1-0 | 1-2 | —   |

### Skupina E
| Tým                | Z | V | R | P | VG | IG | +/− | B  |
| ------------------ | - | - | - | - | -- | -- | --- | -- |
| Arsenal FC         | 6 | 5 | 1 | 0 | 12 | 2  | +10 | 16 |
| Sporting CP        | 6 | 4 | 1 | 1 | 13 | 3  | +10 | 13 |
| FK Vorskla Poltava | 6 | 1 | 0 | 5 | 4  | 13 | −9  | 3  |
| Qarabağ FK         | 6 | 1 | 0 | 5 | 2  | 13 | −11 | 3  |

|             | ARS | SPO | QRB | VPO |
| ----------- | --- | --- | --- | --- |
| Arsenal FC  | —   | 0-0 | 1-0 | 4-2 |
| Sporting CP | 0-1 | —   | 2-0 | 3-0 |
| Qarabağ FK  | 0-3 | 1-6 | —   | 0-1 |
| FC Vorskla  | 0-3 | 1-2 | 0-1 | —   |

### Skupina F
| Tým               | Z | V | R | P | VG | IG | +/− | B  |
| ----------------- | - | - | - | - | -- | -- | --- | -- |
| Real Betis        | 6 | 3 | 3 | 0 | 7  | 2  | +5  | 12 |
| Olympiakos Pireus | 6 | 3 | 1 | 2 | 11 | 6  | +5  | 10 |
| AC Milán          | 6 | 3 | 1 | 2 | 12 | 9  | +3  | 10 |
| F91 Dudelange     | 6 | 0 | 1 | 5 | 3  | 16 | −13 | 1  |

|                   | OLY | MIL  | BET | DUD |
| ----------------- | --- | ---- | --- | --- |
| Olympiakos Pireus | —   | 3-1. | 0-0 | 5-1 |
| AC Milán          | 3-1 | —    | 1-2 | 5-2 |
| Real Betis        | 1-0 | 1-1  | —   | 3-0 |
| F91 Dudelange     | 0-2 | 0-1  | 0-0 | —   |

### Skupina G
| Tým               | Z | V | R | P | VG | IG | +/− | B  |
| ----------------- | - | - | - | - | -- | -- | --- | -- |
| Villarreal CF     | 6 | 2 | 4 | 0 | 12 | 5  | +7  | 10 |
| SK Rapid Wien     | 6 | 3 | 1 | 2 | 6  | 9  | −3  | 10 |
| Rangers FC        | 6 | 1 | 3 | 2 | 8  | 8  | 0   | 6  |
| FK Spartak Moskva | 6 | 1 | 2 | 3 | 8  | 12 | −4  | 5  |

|                   | VIL | RAP | SPM  | RAN  |
| ----------------- | --- | --- | ---- | ---- |
| Villarreal CF     | —   | 5-0 | 2-0' | 2-2  |
| SK Rapid Wien     | 0-0 | —   | 2-0  | 1-0' |
| FK Spartak Moskva | 3-3 | 1-2 | —    | 4-3  |
| Rangers FC        | 0-0 | 3-1 | 0-0  | —    |

### Skupina H
| Tým                    | Z | V | R | P | VG | IG | +/− | B  |
| ---------------------- | - | - | - | - | -- | -- | --- | -- |
| Eintracht Frankfurt    | 6 | 6 | 0 | 0 | 17 | 5  | +12 | 18 |
| SS Lazio               | 6 | 3 | 0 | 3 | 9  | 11 | −2  | 9  |
| Apollon Limassol       | 6 | 2 | 1 | 3 | 10 | 10 | 0   | 7  |
| Olympique de Marseille | 6 | 0 | 1 | 5 | 6  | 16 | −10 | 1  |

|                     | LAZ | MAR | EIN  | APL  |
| ------------------- | --- | --- | ---- | ---- |
| SS Lazio            | —   | 2-1 | 1-2' | 2-1  |
| Olympique M.        | 1-3 | —   | 1-2  | 1-3' |
| Eintracht Frankfurt | 4-1 | 4-0 | —    | 2-0  |
| Apollon Limassol    | 2-0 | 2-2 | 2-3  | —    |

### Skupina I
| Tým             | Z | V | R | P | VG | IG | +/− | B  |
| --------------- | - | - | - | - | -- | -- | --- | -- |
| KRC Genk        | 6 | 3 | 2 | 1 | 14 | 8  | +6  | 11 |
| Malmö FF        | 6 | 2 | 3 | 1 | 7  | 6  | +1  | 9  |
| Beşiktaş JK     | 6 | 2 | 1 | 3 | 9  | 11 | −2  | 7  |
| Sarpsborg 08 FF | 6 | 1 | 2 | 3 | 8  | 13 | −5  | 5  |

|                 | BES | GNK | MAL | SAR |
| --------------- | --- | --- | --- | --- |
| Beşiktaş JK     | —   | 2-4 | 0-1 | 3-1 |
| KRC Genk        | 1-1 | —   | 2-0 | 4-0 |
| Malmö FF        | 2-0 | 2-2 | —   | 1-1 |
| Sarpsborg 08 FF | 2-3 | 3-1 | 1-1 | —   |

### Skupina J
| Tým                  | Z | V | R | P | VG | IG | +/− | B  |
| -------------------- | - | - | - | - | -- | -- | --- | -- |
| Sevilla FC           | 6 | 4 | 0 | 2 | 18 | 6  | +12 | 12 |
| FK Krasnodar         | 6 | 4 | 0 | 2 | 8  | 8  | 0   | 12 |
| Standard Liège       | 6 | 3 | 1 | 2 | 7  | 9  | −2  | 10 |
| Akhisar Belediyespor | 6 | 0 | 1 | 5 | 4  | 14 | −10 | 1  |

|                      | SEV | KRA | STL | AKH |
| -------------------- | --- | --- | --- | --- |
| Sevilla FC           | —   | 3-0 | 5-1 | 6-0 |
| FK Krasnodar         | 2-1 | —   | 2-1 | 2-1 |
| Standard Liège       | 1-0 | 2-1 | —   | 2-1 |
| Akhisar Belediyespor | 2-3 | 0-1 | 0-0 | —   |

### Skupina K
| Tým              | Z | V | R | P | VG | IG | +/− | B  |
| ---------------- | - | - | - | - | -- | -- | --- | -- |
| FK Dynamo Kyjev  | 6 | 3 | 2 | 1 | 10 | 7  | +3  | 11 |
| Stade Rennais FC | 6 | 3 | 0 | 3 | 7  | 8  | −1  | 9  |
| FC Astana        | 6 | 2 | 2 | 2 | 7  | 7  | 0   | 8  |
| FK Jablonec      | 6 | 1 | 2 | 3 | 6  | 8  | −2  | 5  |

|                 | DKV | AST | REN | JAB |
| --------------- | --- | --- | --- | --- |
| FK Dynamo Kyjev | —   | 2-2 | 3-1 | 0-1 |
| FC Astana       | 0-1 | —   | 2-0 | 2-1 |
| Rennais         | 1-2 | 3-0 | —   | 2-1 |
| FK Jablonec     | 2-2 | 1-1 | 0-1 | —   |

### Skupina L
| Tým        | Z | V | R | P | VG | IG | +/− | B  |
| ---------- | - | - | - | - | -- | -- | --- | -- |
| Chelsea FC | 6 | 5 | 1 | 0 | 12 | 3  | +9  | 16 |
| FK BATE    | 6 | 3 | 0 | 3 | 9  | 9  | 0   | 9  |
| MOL Vidi   | 6 | 2 | 1 | 3 | 5  | 7  | −2  | 7  |
| PAOK Soluň | 6 | 1 | 0 | 5 | 5  | 12 | −7  | 3  |

|            | CHL | PAOK | BATE | VID |
| ---------- | --- | ---- | ---- | --- |
| Chelsea FC | —   | 4-0  | 3-1  | 1-0 |
| PAOK Soluň | 0-1 | —    | 1-3  | 0-2 |
| FK BATE    | 0-1 | 1-4  | —    | 2-0 |
| MOL Vidi   | 2-2 | 1-0  | 0-2  | —   |

## Vyřazovací fáze
Ve vyřazovací fázi, hrají týmy dvojzápasy systémem doma-venku s výjimkou finále, které se hraje na jeden zápas. Systém losování je pro každé kolo následující:
- Losování šestnáctifinále je následující, 12 vítězů skupin a 4 týmy ze třetích míst skupinové fáze Ligy mistrů UEFA 2018/2019 s lepšími výsledky ze skupin jsou nasazené týmy. 12 týmů z druhých míst a zbylé 4 týmy s horšími výsledky ze třetích míst skupinové fáze Ligy mistrů UEFA 2018/2019 jsou nenasazené týmy. Nasazené týmy jsou losovány proti nenasazeným, přičemž nasazené týmy budou hrát doma druhý zápas. Týmy ze stejné skupiny (ze skupinové fáze) a ze stejné národní asociace nemohou být nalosovány proti sobě.
- Losování osmifinále je následující, týmy nejsou rozděleny na nasazené a nenasazené losuje, podmínkou je že proti sobě nesmí být nalosovány týmy ze stejné skupiny a nebo ze stejné národní asociace.

### Šestnáctifinále
Losování šestnáctifinále proběhlo 17. prosince 2018. První zápasy se odehrály 14. února, odvety pak 21. února 2019.

#### Kvalifikované týmy ze skupinové fáze Evropské ligy
| Skupina | Vítězové skupin (nasazené týmy) | 2. místo ve skupině (nenasazené týmy) |
| ------- | ------------------------------- | ------------------------------------- |
| A       | Bayer Leverkusen                | FC Zürich                             |
| B       | FC Red Bull Salzburg            | Celtic FC                             |
| C       | FK Zenit                        | SK Slavia Praha                       |
| D       | GNK Dinamo Zagreb               | Fenerbahçe SK                         |
| E       | Arsenal FC                      | Sporting CP                           |
| F       | Real Betis                      | Olympiakos Pireus                     |
| G       | Villarreal CF                   | SK Rapid Wien                         |
| H       | Eintracht Frankfurt             | SS Lazio                              |
| I       | KRC Genk                        | Malmö FF                              |
| J       | Sevilla FC                      | FK Krasnodar                          |
| K       | FK Dynamo Kyjev                 | Stade Rennais FC                      |
| L       | Chelsea FC                      | FK BATE                               |

#### Kvalifikované týmy z 3. míst ze skupin Ligy Mistrů
| Skupina | Nasazené týmy   | Nenasazené týmy   |
| ------- | --------------- | ----------------- |
| LM3m    | Benfica Lisabon | Club Bruggy       |
| LM3m    | Inter Milán     | Galatasaray SK    |
| LM3m    | Neapol          | Šachtar Doněck    |
| LM3m    | Valencia CF     | FC Viktoria Plzeň |

#### Zápasy šestnáctifinále
| Domácí v 1. zápase | Celkem | Hosté v 1. zápase    | 1. zápas | 2. zápas |
| ------------------ | ------ | -------------------- | -------- | -------- |
| FK BATE            | 1-3    | Arsenal FC           | 1-0      | 0-3      |
| Celtic FC          | 0-3    | Valencia CF          | 0-2      | 0-1      |
| Club Bruggy        | 2-5    | FC Red Bull Salzburg | 2-1      | 0-4      |
| Fenerbahçe SK      | 2-3    | FK Zenit             | 1-0      | 1-3      |
| SS Lazio           | 0-3    | Sevilla FC           | 0-1      | 0-2      |
| Sporting CP        | 1-2    | Villarreal CF        | 0-1      | 1-1      |
| Šachtar Doněck     | 3-6    | Eintracht Frankfurt  | 2-2      | 1-4      |
| FC Viktoria Plzeň  | 2-4    | GNK Dinamo Zagreb    | 2-1      | 0-3      |
| FC Zürich          | 1-5    | Neapol               | 1-3      | 0-2      |
| Galatasaray SK     | 1-2    | Benfica Lisabon      | 1-2      | 0-0      |
| FK Krasnodar       | 1-1    | Bayer Leverkusen     | 0-0      | 1-1      |
| Malmö FF           | 1-5    | Chelsea FC           | 1-2      | 0-3      |
| Olympiakos Pireus  | 2-3    | FK Dynamo Kyjev      | 2-2      | 0-1      |
| SK Rapid Wien      | 0-5    | Inter Milán          | 0-1      | 0-4      |
| Stade Rennais FC   | 6-4    | Real Betis           | 3-3      | 3-1      |
| SK Slavia Praha    | 4-1    | KRC Genk             | 0-0      | 4-1      |

### Osmifinále
Losování osmifinále proběhlo 22. února 2019. První zápasy se odehrály 7. března, odvety 14. března 2019.
| Domácí v 1. zápase  | Celkem | Hosté v 1. zápase    | 1. zápas | 2. zápas |
| ------------------- | ------ | -------------------- | -------- | -------- |
| Chelsea FC          | 8-0    | FK Dynamo Kyjev      | 3-0      | 5-0      |
| Eintracht Frankfurt | 1-0    | Inter Milán          | 0-0      | 1-0      |
| GNK Dinamo Zagreb   | 1-3    | Benfica Lisabon      | 1-0      | 0-3      |
| Neapol              | 4-3    | FC Red Bull Salzburg | 3-0      | 1-3      |
| Valencia CF         | 3-2    | FK Krasnodar         | 2-1      | 1-1      |
| Sevilla FC          | 5-6p   | SK Slavia Praha      | 2-2      | 3-4p     |
| Stade Rennais FC    | 3-4    | Arsenal FC           | 3-1      | 0-3      |
| FK Zenit            | 2-5    | Villarreal CF        | 1-3      | 1-2      |

### Čtvrtfinále
Losování čtvrtfinále proběhlo 15. března 2019. První zápasy budou hrány 11. dubna, a odvety 18. dubna 2019.
| Domácí v 1. zápase | Celkem | Hosté v 1. zápase   | 1. zápas | 2. zápas |
| ------------------ | ------ | ------------------- | -------- | -------- |
| Neapol             | 0-3    | Arsenal FC          | 0-2      | 0-1      |
| Villarreal CF      | 1-5    | Valencia CF         | 1-3      | 0-2      |
| Benfica Lisabon    | 4-4    | Eintracht Frankfurt | 4-2      | 0-2      |
| SK Slavia Praha    | 3-5    | Chelsea FC          | 0-1      | 3-4      |

### Semifinále
Losování semifinále proběhlo 15. března 2019. První zápasy budou hrány 2. května 2019, odvety 9. května 2019.
| Domácí v 1. zápase  | Celkem     | Hosté v 1. zápase | 1. zápas | 2. zápas |
| ------------------- | ---------- | ----------------- | -------- | -------- |
| Arsenal FC          | 7-3        | Valencia CF       | 3-1      | 4-2      |
| Eintracht Frankfurt | 2-2 (3-4)p | Chelsea FC        | 1-1      | 1-1      |

### Finále
Finále proběhlo 29. května 2019 na Olympijském stadionu v Baku. "Domácí" tým (pro administrativní účely) byl určen z dodatečného losování po losování semifinále.
| Domácí v 1. zápase | Celkem | Hosté v 1. zápase | 1. zápas | 2. zápas |
| ------------------ | ------ | ----------------- | -------- | -------- |
| Chelsea FC         | 4–1    | Arsenal FC        | 4–1      | xxx      |